# Альвеограф
Альвеограф — аналізатор для вимірювання реологічних властивостей зерна, борошна та тіста.

## Історія
Перший прототип альвеографа — екстенсометр ще в 1920-х роках створив Марсель Шопен у Франції. Попри те, що його було винайдено століття тому, альвеограф продовжують вдосконалювати за допомогою нових протоколів дослідження та сучасних інновацій приладів.

## Принцип роботи
Альвеографічне випробування проводиться шляхом впорскування повітря в тістову заготовку для утворення бульбашки, що імітує виділення та утримання газу (вуглекислого газу) під час бродіння тіста та його випікання.
Процедура дослідження складається з чотирьох простих кроків:
1. Заміс тіста за допомогою сольового розчину
2. Приготування п'яти тістових заготовок
3. Розстоювання тістових заготовок
4. Автоматичне роздування кожної тістової заготовки до розриву утвореної бульбашки
Результати виражаються у вигляді п'яти стандартних значень
| Показник | Опис |
| -------- | --- |
| P        | Пружність (здатність чинити опір деформації). При постійній гідратації, пружність відображає консистенцію тіста (наприклад, чи є тісто твердим або м'яким).                   |
| L        | Розтяжність (максимальний об'єм повітря, який може утримувати бульбашка). Ця величина залежить від кількості та якості протеїнів і представляє газоутримуючу здатність тіста. |
| Ie       | Індекс еластичності відображає здатність тіста розтягуватися і повертатися у вихідне положення.                                                                               |
| P/L      | Співвідношення конфігурації кривої пружності та розтяжності. |
| W        | Хлібопекарська сила (сила борошна) (площа під кривою), яка залежить від кількості та якості протеїнів, ступеня пошкодженості крохмалю, ферментів, внутрішніх взаємодій.       |

## Застосування
Альвеограф використовується борошномелами для аналізу та оптимізації сумішей борошна відповідно до специфікацій замовника. Пекарі використовують прилад для перевірки вхідної сировини, тестування нових рецептів і прогнозування виробничих показників борошна й тістових сумішей.
Основні напрямки застосування:
- Вибір пшениці для хлібобулочних та макаронних виробів
- Створення пшеничних і борошняних сумішей
- Виробництво пшеничної клейковини (глютена)
- Оптимізація приготування тіста (вплив солі та цукру)
- Дослідження властивостей твердозерної пшениці
- Виробництво добавок та інгредієнтів (протеази, амілази, дезактивовані дріжджі тощо)
- Виявлення пшениці, зараженої комахами

## Міжнародне визнання
Альвеографічне дослідження відповідає вимогам міжнародних стандартів AACC 54-30.02, ICC 121, NF EN ISO 27971 та національному стандарту України ДСТУ 4111.4-2002 Борошно пшеничне. Фізичні характеристики тіста. Частина 4. Визначення реологічних властивостей альвеографом.
В Україні показник сили борошна входить у перелік некласоутворювальних технологічних показників якості зерна пшениці м'якої згідно з ДСТУ 3768:2019 Пшениця. Технічні умови.

## Факти
- Класичне альвеографічне дослідження передбачає роботу з білим борошном. Воно може бути отримано як в ході промислового розмелювання на млині, так і шляхом розмелювання зерна за допомогою спеціального лабораторного млину, що відповідає вимогам міжнародних стандартів. Зараз у світі широко розповсюджені продукти, виготовлені з цільнозернового борошна, тому нагальною є можливість їхнього дослідження за допомогою Альвеографа. У 2022 році компанія KPM Analytics, до складу якої зараз входить компанія CHOPIN Technologies — розробник Альвеографа, повідомила  про створення нового протоколу альвеографічного аналізу, який дає можливість працювати з цільнозерновим борошном. Модифікація характеристик класичного протоколу дослідження дала змогу оцінювати реологічні властивості та прогнозувати якість цільнозернової продукції.
- У 2022 році в Україні в Одеському Національному Технологічному Університеті[8][9] відбулося відкриття навчально-наукової лабораторії «Реології тіста та контролю якості хлібопродуктів», де за допомогою сучасної моделі Альвеографа — Alveolab®[10] та інших приладів студенти та молоді науковці можуть більш поглиблено вивчати якість українського зерна та борошна.